# لكواسم (بوكدرة)
لكواسم هي إحدى مشيخات المملكة المغربية، تتبع جغرافيا لإقليم آسفي وإداريًا لبوكدرة. يقدر عدد سكانها بـ 4542 نسمة حسب الإحصاء الرسمي للسكان والسكنى لسنة 2004.